# أنطونيو أوستريا
أنطونيو أوستريا هو رسام فلبيني، ولد في 5 مايو 1936.